# Джуссоев, Константин Хасанович
Конста́нтин Хаса́нович Джуссо́ев (род. 23 ноября 1967, Юго-Осетинская автономная область) — государственный и политический деятель Южной Осетии. Председатель Правительства Южной Осетии с 20 июня 2022 года.

## Биография
Родился 23 ноября 1967 года. В 1989 году окончил Цхинвальский факультет Грузинского политехнического института (ныне Грузинский технический университет) по специальности «Технология металлорежущих станков и инструментов».
В 1993—2011 годах занимал должность генерального директора строительной компании ООО «Приличный». С 2011 года — генеральный директор строительной компании «Мегаполис». Возглавлял строительство жилых, гражданских, коммерческих и социальных объектов, а также строительство объектов в рамках российской инвестиционной программы содействия социально-экономическому развитию Южной Осетии.
8 июня 2022 года президент Южной Осетии Алан Гаглоев внёс в парламент предложение о назначении Константина Джуссоева председателем правительства республики. 17 июня парламент Южной Осетии утвердил кандидатуру Джуссоева, представленную Гаглоевым, на должность председателя правительства республики — «за» проголосовали все 33 присутствовавших на заседании депутата. 20 июня Константин Джуссоев подписал указ о его назначении.

## Личная жизнь
Константин Джуссоев женат, имеет дочь.

## Награды
- Орден Дружбы (Южная Осетия, 23 ноября 2022) — за личный вклад в государственно-политическое развитие Республики Южная Осетия, восстановление социально значимых объектов и в связи с 55-летием со дня рождения[4]